# Talbot-Lago T26
Talbot-Lago T26 är en personbil, tillverkad av den franska biltillverkaren Talbot-Lago mellan 1946 och 1955.
Efter andra världskriget var Talbot-Lago ensamma bland Frankrikes förnämsta biltillverkare om att presentera en helt ny bilmodell, T26. T26 Record, som introducerades 1946 var avsedd för stora sedan-karosser. Två år senare kom den snabba Gran Sport. Modellen utvecklades även till tävlingsbilen Talbot-Lago T26C.
T26 hade en sexcylindrig motor, vidareutvecklad från förkrigsmodellerna. Topplocket hade återigen hemisfäriska förbränningsrum, men ventilstyrningen förenklades genom att motorn fick dubbla kamaxlar, en på vardera sidan av motorblocket. Chassit övertogs i stort sett oförändrat från företrädaren. Talbo-Lago byggde själva de flesta karosserna till den sedesamma Record-modellen, medan Gran Sport lockade karossbyggare som Figoni et Falaschi, Saoutchik och Henri Chapron.
Försäljningen av T26 hämmades av det franska skattesystemet som lade gruvligt höga avgifter på bilar med stora motorer. Talbot-Lago tvingades till slut lägga ned tillverkningen av T26 och satsa på mindre modeller.
Motor:
| Modell     | Motor              | Cylindervolym | Effekt | Bränslesystem |
| ---------- | ------------------ | ------------- | ------ | ------------- |
| Record     | 6-cyl radmotor ohv | 4 482 cm³     | 170 hk | Tre förgasare |
| Gran Sport | 6-cyl radmotor ohv | 4 482 cm³     | 200 hk | Tre förgasare |